# Уйбо, Райво Малевович
Райво Малевович Уйбо (эст. Raivo Uibo, род. 21 декабря 1948, Тарту) — эстонский советский учёный в области медицины. Академик Академии наук Эстонии (2003).

## Биография
Сын учёного-медика Малева Пауловича Уйбо.
Окончил Тартускую 5-ю среднюю школу (1967) и медицинский факультет Тартуского государственного университета (1973).
С 1973 года работал в Центральной медицинской лаборатории Тартуского университета, старший лаборант, с 1975 — младший научный сотрудник.
Кандидат медицинских наук (1978), диссертация «Значение гиперчувствительности немедленного и замедленного типов при хроническом гастрите».
1979—1992 гг. Заведующий лабораторией иммунологии Института общей и молекулярной патологии медицинского факультета Тартуского университета.
Докторскую диссертацию по медицине защитил на медицинском факультете Университета Тампере (1990), тема: «Специфичность и функциональное значение аутоантител желудка и печени».
С 1992 года профессор иммунологии, Институт общей и молекулярной патологии, медицинский факультет, Тартуский университет
2002—2007 гг. Руководитель Центра молекулярной и клинической медицины (Европейский Союз и Эстонский центр передового опыта), медицинский факультет, Тартуский университет
Имеет изобретения в области медицины